# Битва под Краснобродом
Битва под Краснобродом (польск. Bitwa pod Krasnobrodem) — сражение 5-6 октября 1672 года между польской армией и отрядами крымских татар и казаков во время польско-турецкой войны 1672—1676.

## Предыстория
5 октября гетман Ян Собеский выдвинулся во главе армии из Красныстава к Замостье, где находились 2 тысячи казаков Михайло Ханенко, соперника украинского гетмана Петро Дорошенко. По пути Собеский разослал патрули, чтобы получать информацию о передвижении татарских отрядов в окрестностях. Один из патрулей принес гетману известие, что Ханенко отправился в Белзское воеводство. В то же время ему стало известно, что татарские чамбулы (летучие отряды) стоят в районе Краснобруда. Выйдя из Ситанеца в полночь, не обращая внимания на сильный дождь и грязь, Собеский двинулся на Краснобруд.

## Ход битвы
По пути Собеский послал на Туробин и Звежинец отряд под командованием лейтенанта Пружковского, чтобы вбить клин между татарскими позициями. 6 октября гетман принял решение не вступать в бой ночью: во-первых, его армия нуждалась в отдыхе после 52-километрового марша, а во-вторых, он опасался, что в ночное время татарам удастся избежать боя и предупредить другие чамбулы, тем самым лишив поляков элемента неожиданности.
Однако ночью татар в Краснобруде атаковали казаки Ханенко (оказалось, что его сообщение о движении в Белзское воеводство было дезинформацией). Татарские налетчики быстро отошли без серьёзных потерь, в то время как казаки Дорошенко заперлись в местной часовне. Ханенко не смог заставить их сдаться и отдал приказ поджечь часовню.
Гетман на звук битвы немедленно двинул свои войска в сторону Краснобруда и прибыл в село в течение получаса. Ханенко не стал его дожидаться и отчитываться перед гетманом и ушел в Замосць. Поляком осталось только истреблять рассеянные группы татар и подбирать брошенных пленников, которые в количестве 2500 человек был направлены в Замосць.